# Synetocephalus wallacei
Synetocephalus wallacei är en skalbaggsart som först beskrevs av Wilcox 1965.  Synetocephalus wallacei ingår i släktet Synetocephalus och familjen bladbaggar. Inga underarter finns listade i Catalogue of Life.